# 옥살라이아
옥살라이아(Oxalaia)는 아프리카 신 오바탈라의 이명인 옥살라(Oxalá)를 지칭하는 스피노사우루스과 공룡의 한 속으로, 현재 브라질 북동부 지방에 서식하고 있다. 이 공룡의 유일한 화석은 1999년에 카주알섬의 알칸타라층 암석에서 발견되었으며, 이 지층은 단편적이고 고립된 화석 표본이 풍부한 것으로 알려져 있다. 2011년에 브라질의 고생물학자 알렉산더 켈너와 동료들이 이 표본들을 새로운 속인 옥살라이아 퀼롬벤시스(O. quilombensis)에 할당하여 설명했다. 종명은 브라질의 킬롬보 정착지를 가리킨다. 옥살라이아 퀼롬벤시스는 브라질에서 공식적으로 여덟 번째로 명명된 수각류 종이며, 그곳에서 발견된 가장 큰 육식 공룡이다. 한 연구에서는 이 분류군이 밀접하게 관련된 아프리카 종 스피노사우루스의 하위 동의어라고 제안했지만, 이는 이 속을 진단적인 것으로 간주하는 후속 연구들에 의해 논란이 되었다.
비록 옥살라이아는 두 개의 부분적인 두개골 뼈로만 알려져 있지만, 켈너와 동료들은 그 이빨과 두개골이 다른 스피노사우루스과나 수각류에서는 볼 수 없는 몇 가지 뚜렷한 특징을 가지고 있다는 것을 발견했다. 그 중에는 각 소켓에 있는 두 개의 대체 이빨과 매우 조각된 이차 구개가 포함되어 있었다. 옥살라이아는 열대 지역에 위치해 있었으며, 숲이 울창하고 건조한 지형으로 둘러싸여 있었다. 이 환경은 남아메리카와 아프리카가 초대륙 곤드와나의 일부로 연결되어 있었기 때문에 백악기 북아프리카에서도 다양한 생명체가 존재했다. 스피노사우루스과로서 옥살라이아의 두개골과 치열의 특징은 현대 악어와 유사한 부분적으로 물고기를 잡아먹는 생활 방식을 나타낸다. 화석 증거에 따르면 스피노사우루스과는 작은 공룡이나 익룡과 같은 다른 동물도 잡아먹었다고 한다.

## 묘사
완모식표본 전악골은 약 201mm 길이로, 보존 폭은 115mm (최대 추정 원래 폭은 126mm), 높이는 103mm이다. 관련 스피노사우루스과의 골격 재료로 볼 때, 옥살라이아의 두개골은 약 1.35m로 추정되었으며, 이는 2005년 이탈리아의 고생물학자 크리스티아노 달 사소와 동료들에 의해 길이가 약 1.75m로 추정되었다. 켈너와 그의 팀은 2011년 달 사소 표본 (MSNM V4047)을 옥살라이아의 원래 주둥이와 비교했다. 이를 통해 옥살라이아의 길이는 12~14m, 무게는 5~7t로 추정되어 브라질에서 발견된 수각류 중 가장 큰 것으로 알려져 있으며, 두 번째로 큰 것은 피코네모사우루스로, 한 연구에 따르면 8.9m로 추정되었다.
주둥이 끝이 커지고 뒷부분이 수축하여 스피노사우루스과를 구별하는 말단 로제트 모양을 형성한다. 이 형태는 치아 앞쪽 (하악골의 이빨을 가진 뼈)과도 맞물렸을 것이다. 옥살라이아의 주둥이는 혈관과 신경을 위한 영양 통로일 가능성이 있는 넓고 깊은 구멍을 가지고 있으며, 표본 MSNM V4047과 MNHN SAM 124에서 볼 수 있듯이 윗턱 끝이 더 날카로운 아래쪽 각도로 뻗어 있는 스피노사우루스보다 측면에서 더 둥글기도 한다. 상악골은 입천장 중앙선을 따라 앞으로 뻗어 있는 길쭉하고 얇은 두 개의 과정을 보여주며, 상악골 사이에 둘러싸여 있으며 앞쪽 끝에 정교한 삼각형 모양의 구덩이와 경계를 이룬다. 유사한 과정이 수코미무스, 크리스타투사우루스, MNHN SAM 124에서도 나타나지만 노출되지는 않았다. 이러한 구조는 동물의 2차 입천장을 구성한다. 상악골의 아랫부분은 다른 스피노사우루스과의 부드러운 상태와 달리 옥살라이아에서 크게 장식되어 있다.

## 분류

인간과 비교한 다양한 스피노사우루스과 (녹색으로 옥살리아, 왼쪽에서 세 번째)의 크기

옥살라이아의 유형 요소는 표본 MSNM V4047과 MNHN SAM 124의 유형 요소와 매우 유사하며, 둘 다 스피노사우루스 아이깁티아쿠스(S. aegyptiacus)라고 불린다. 켈너와 동료들은 옥살라이아를 자형 (별명한) 두개골 특징, 예를 들어 상악 전치부의 조각된 구개 부분, 그리고 각 위치에 두 개의 대체 치아가 있다는 점에서 다른 스피노사우루스과와 구별했다. 시아모사우루스와 "시노플리오사우루스" 푸수이엔시스와 같은 더 단편적인 스피노사우루스과는 치아만을 기반으로 하기 때문에 다른 분류군과 분리하기 어렵다. 고립된 치아나 치아 조각에서 수각류의 이름을 짓는 습관으로 인해 많은 유효하지 않은 동의어 속이 생겨났으며, 스피노사우루스과에서도 발생했으며, 중복되는 골격이 없다는 공통점이 유효하게 분류군을 구분하는 전제 조건으로 작용한다.
2020년, 로버트 스미스와 동료들이 켐켐층의 스피노사우루스과를 평가한 논문에서는 옥살라이아 퀼롬벤시스(O. quilombensis)의 자가형질이 별도의 분류군을 필요로 하기에 충분하지 않다는 것을 발견하지 못했고, 대신 개별 변이의 결과로 간주했다. 따라서 저자들은 이 종을 스피노사우루스 아이깁티아쿠스의 하위 동의어로 간주했다. 향후 연구가 뒷받침된다면, 이는 스피노사우루스 아이깁티아쿠스가 더 넓은 분포를 가지고 있었음을 의미하며, 남아메리카와 아프리카가 물로 거의 분리되지 않았던 세노마눔절 시기에 남아메리카와 아프리카 간의 동물원 교환 시나리오를 뒷받침할 것이다. 이로 인해 스피노사우루스 아이깁티아쿠스는 바다의 짧은 거리를 남아메리카로 횡단할 수 있었다.